# نيكولاس بيرتولو
نيكولاس سانتياغو بيرتولو (بالإسبانية: Nicolás Santiago Bertolo)‏ الشهبير باسم نيكولاس بيرتولو (مواليد 2 يناير 1986 في قرطبة - الأرجنتين) لاعب كرة قدم أرجنتيني يلعب حاليا لصالح نادي الدرجة الأولى باليرمو الإيطالي منذ 2009 في مركز الوسط المحوري .

## روابط خارجية
- نيكولاس بيرتولو على موقع قاعدة بيانات كرة القدم.إي يو (الإنجليزية)
- نيكولاس بيرتولو على موقع ناشيونال فوتبول تيمز (الإنجليزية)
- نيكولاس بيرتولو على موقع Soccerway.com (الإنجليزية)
- نيكولاس بيرتولو على موقع عالم كرة القدم.نت (الإنجليزية)
- نيكولاس بيرتولو على موقع AS.com (الإسبانية)